# Howard Davis (Leichtathlet)
Howard Davis (* 27. April 1967) ist ein ehemaliger jamaikanischer Sprinter, der sich auf den 400-Meter-Lauf spezialisiert hatte.
Seinen größten internationalen Erfolg feierte er bei den Olympischen Spielen 1988 in Seoul. Dort gewann die jamaikanische 4-mal-400-Meter-Staffel in der Aufstellung Bert Cameron, Howard Davis, Winthrop Graham und Devon Morris die Silbermedaille hinter der Mannschaft der Vereinigten Staaten. Im 400-Meter-Lauf erreichte Davis in Seoul die Halbfinalrunde.
Bei Olympischen Spielen 1992 in Barcelona startete Davis wieder mit der Staffel. Diese schied jedoch in der Vorrunde durch Disqualifikation aus.
Außerdem wurde Howard Davis 1989 jamaikanischer Meister im 400-Meter-Lauf. Er ist 1,85 m groß und wog in seiner aktiven Zeit 81 kg.

## Bestleistungen
- 400 m: 45,21 s, 3. Juni 1989, Provo
  - Halle: 46,23 s, 10. März 1990, Indianapolis